# 69 Love Songs
69 Love Songs (с англ. — «69 песен о любви») — шестая полноформатная студийная запись американской инди-группы The Magnetic Fields, выпущенная 7 сентября 1999 года на лейбле Merge Records. Представляет собой тройной концептуальный альбом из шестидесяти девяти песен, написанных лидером группы Стефином Мерриттом. Он также стал продюсером проекта.
Пластинка собрала в целом положительные отзывы критиков и со временем вошла в списки лучших альбомов всех времён.

## Об альбоме
Изначально альбом задумывался как музыкальное ревю. Идея заняться театральной музыкой появилась у Стефина Мерритта, когда он сидел в гей-пиано-баре на Манхэттене и слушал фортепианную интерпретацию композиций Стивена Сондхайма: «Я решил написать сто песен о любви, чтобы рассказать о себе миру. Потом я понял, как долго это займёт, поэтому остановился на шестидесяти девяти. Я [планировал поставить] театральное ревю с четырьмя дрэг-квин. И та, кто больше всех понравилась публике, в конце вечера получила бы оплату». Также он вдохновился монументальной работой Чарлза Айвза, сборником «114 песен», о котором читал накануне.
Как утверждает участница группы Клаудия Гонсон, большинство песен Мерритт написал в барах Нью-Йорка. Сам альбом преимущественно записывался в квартире Мерритта. В работе над пластинкой приняли участие вокалисты Гонсон, Ширли Симмс, Дадли Клют и Л. Д. Бегтол, каждый из которых солирует в шести песнях, инструменталисты Сэм Дэвол и Джон Ву, играющий на аккордеоне писатель Дэниэл Хэндлер и давний соавтор Мерритта Кристофер Юэн в роли приглашённого аранжировщика. Процесс создания альбома был запечатлён в вышедшей в 2006 году книге Бегтола Magnetic Fields' 69 Love Songs: A Field Guide.
По словам Мерритта, «69 Love Songs — даже отдалённо не альбом о любви. Это альбом о песнях про любовь, которые очень далеки от всего, что связано с любовью». Все композиции так или иначе посвящены любви, но зачастую в ироничной или незаурядной форме. Пластинка выделяется среди других записей группы своим стилистическим разнообразием, охватывая такие жанры, как кантри, фолк, джаз, блюз, гаражный рок и новая волна. Отдельные треки стилизованы под панк-рок, экспериментальную и мировую музыку.
Релиз альбома состоялся 7 сентября 1999 года. Первоначально он вышел в США на лейбле Merge в формате бокс-сета, дополненного буклетом-интервью Мерритта с Хэндлером, а также в виде трёх отдельных сборников; позднее, 20 мая 2020 года, в Европе и Австралии на лейбле Circus без буклета. В 2004 году он был переиздан в Великобритании компанией Domino Records. В апреле 2010 года Merge выпустил ограниченное виниловое издание альбома тиражом в 1000 копий.

## Отзывы критиков
| Совокупная оценка             | Совокупная оценка |
| Источник                      | Оценка            |
| ----------------------------- | ----------------- |
| Metacritic                    | 88/100            |
| Оценки критиков               |                   |
| Источник                      | Оценка            |
| AllMusic                      | [ 9 ]             |
| Entertainment Weekly          | A                 |
| The Guardian                  | [ 11 ]            |
| Mojo                          | [ 12 ]            |
| NME                           | 8/10              |
| Pitchfork                     | 9.0/10            |
| Rolling Stone                 | [ 15 ]            |
| The Rolling Stone Album Guide | [ 16 ]            |
| Spin                          | 10/10             |
| The Village Voice             | A+                |

69 Love Songs получил высокую оценку со стороны музыкальных критиков. Его средний балл на агрегаторе рецензий Metacritic равен 88 %, что означает «всеобщее признание». Обозревательница The Guardian Бетти Кларк назвала его альбомом, полным «такой нежности, юмора и бескомпромиссного многообразия, что он заставит вас отбросить свои предубеждения и задуматься над тем, как вы вообще могли пережить разбитое сердце без него». Журнал Spin окрестил его «шедевром» Стефина Мерритта и заявил, что «поп-музыка не видела лириков такого типа и масштаба, как Мерритт, со времён Коула Портера», высоко оценив его уникальный подход к избитым штампам в песнях о любви. Рецензент Pitchfork Ник Миров написал: «Подобно тому как призма разделяет свет на спектр цветов, 69 Love Songs преломляет любовь в спектр эмоций и вместе с тем разделяет саму песню о любви на спектр музыкальных форм». Он отметил, что Мерритт «зарекомендовал себя как выдающийся автор песен, совершивший качественный и количественный скачок в 69 Love Songs». В обзоре для The Village Voice Роберт Кристгау указал на нарочитую неискренность Мерритта и подчеркнул, что обычно не приемлет такого циничного подхода к творчеству. «Но эта кавалькада остроумных частушек — одномерных по замыслу, интеллектуальных, когда заблагорассудится, с пристрастием к дешёвым рифмам, ещё более дешёвым мелодиям и символическим аранжировкам, в исполнении бездарей, чей изъянистый вокал не позволяет им выразить свою любовь к поп-музыке на практике, — развеивает мои предрассудки, как и положено высокому искусству», — заключил критик.
В 2012 году журнал Rolling Stone поставил пластинку на 465-е место в рейтинге «500 величайших альбомов всех времён», несмотря на то что дал ей три звезды из пяти при рецензии 1999 года. В обновлённом списке 2020 года она поднялась на 406-е место. Издание New Musical Express расположило её на 210-й позиции в своей версии рейтинга. Аналогичным образом Rolling Stone отдал 69 Love Songs 97-ю строчку в списке «100 лучших альбомов 1990-х», опубликованном в 2019 году. Релиз также попал в сборник-альманах «1001 музыкальный альбом, который стоит прослушать, прежде чем вы умрёте».

## Список композиций
Слова и музыка всех песен — Стефина Мерритта.
| №                   | Название                                  | Ведущий вокал       | Длительность |
| ------------------- | ----------------------------------------- | ------------------- | ------------ |
| 1.                  | «Absolutely Cuckoo»                       | Стефин Мерритт      | 1:34         |
| 2.                  | «I Don't Believe in the Sun»              | Мерритт             | 4:16         |
| 3.                  | «All My Little Words»                     | Л. Д. Бегтол        | 2:46         |
| 4.                  | «A Chicken with Its Head Cut Off»         | Мерритт             | 2:41         |
| 5.                  | «Reno Dakota»                             | Клаудия Гонсон      | 1:05         |
| 6.                  | «I Don't Want to Get Over You»            | Мерритт             | 2:22         |
| 7.                  | «Come Back from San Francisco»            | Ширли Симмс         | 2:48         |
| 8.                  | «The Luckiest Guy on the Lower East Side» | Дадли Клют          | 3:43         |
| 9.                  | «Let's Pretend We're Bunny Rabbits»       | Мерритт             | 2:25         |
| 10.                 | «The Cactus Where Your Heart Should Be»   | Мерритт             | 1:11         |
| 11.                 | «I Think I Need a New Heart»              | Мерритт             | 2:32         |
| 12.                 | «The Book of Love»                        | Мерритт             | 2:42         |
| 13.                 | «Fido, Your Leash Is Too Long»            | Мерритт             | 2:33         |
| 14.                 | «How Fucking Romantic»                    | Клют                | 0:58         |
| 15.                 | «The One You Really Love»                 | Мерритт Бегтол      | 2:53         |
| 16.                 | «Punk Love»                               | Мерритт             | 0:58         |
| 17.                 | «Parades Go By»                           | Мерритт             | 2:56         |
| 18.                 | «Boa Constrictor»                         | Симмс               | 0:58         |
| 19.                 | «A Pretty Girl Is Like...»                | Мерритт             | 1:50         |
| 20.                 | «My Sentimental Melody»                   | Бегтол              | 3:07         |
| 21.                 | «Nothing Matters When We're Dancing»      | Мерритт             | 2:27         |
| 22.                 | «Sweet-Lovin' Man»                        | Гонсон              | 5:00         |
| 23.                 | «The Things We Did and Didn't Do»         | Мерритт             | 2:10         |
| Общая длительность: | Общая длительность:                       | Общая длительность: | 55:57        |

| №                   | Название                                       | Ведущий вокал       | Длительность |
| ------------------- | ---------------------------------------------- | ------------------- | ------------ |
| 1.                  | «Roses»                                        | Бегтол              | 0:27         |
| 2.                  | «Love Is Like Jazz»                            | Мерритт             | 2:55         |
| 3.                  | «When My Boy Walks Down the Street»            | Мерритт             | 2:38         |
| 4.                  | «Time Enough for Rocking When We're Old»       | Мерритт             | 2:03         |
| 5.                  | «Very Funny»                                   | Клют                | 1:26         |
| 6.                  | «Grand Canyon»                                 | Мерритт             | 2:28         |
| 7.                  | «No One Will Ever Love You»                    | Симмс               | 3:13         |
| 8.                  | «If You Don't Cry»                             | Гонсон              | 3:06         |
| 9.                  | «You're My Only Home»                          | Мерритт             | 2:17         |
| 10.                 | «(Crazy for You But) Not That Crazy»           | Мерритт             | 2:18         |
| 11.                 | «My Only Friend»                               | Мерритт             | 2:00         |
| 12.                 | «Promises of Eternity»                         | Мерритт             | 3:46         |
| 13.                 | «World Love»                                   | Мерритт             | 3:07         |
| 14.                 | «Washington, D.C.»                             | Гонсон              | 1:53         |
| 15.                 | «Long-Forgotten Fairytale»                     | Клют                | 3:37         |
| 16.                 | «Kiss Me Like You Mean It»                     | Симмс               | 2:00         |
| 17.                 | «Papa Was a Rodeo»                             | Мерритт Симмс       | 5:00         |
| 18.                 | «Epitaph for My Heart»                         | Мерритт             | 2:50         |
| 19.                 | «Asleep and Dreaming»                          | Мерритт             | 1:53         |
| 20.                 | «The Sun Goes Down and the World Goes Dancing» | Мерритт             | 2:46         |
| 21.                 | «The Way You Say Good-Night»                   | Бегтол              | 2:44         |
| 22.                 | «Abigail, Belle of Kilronan»                   | Мерритт             | 2:00         |
| 23.                 | «I Shatter»                                    | Мерритт             | 3:10         |
| Общая длительность: | Общая длительность:                            | Общая длительность: | 59:40        |

| №                   | Название                             | Ведущий вокал       | Длительность |
| ------------------- | ------------------------------------ | ------------------- | ------------ |
| 1.                  | «Underwear»                          | Мерритт Клют        | 2:49         |
| 2.                  | «It's a Crime»                       | Клют                | 3:54         |
| 3.                  | «Busby Berkeley Dreams»              | Мерритт             | 3:36         |
| 4.                  | «I'm Sorry I Love You»               | Симмс               | 3:06         |
| 5.                  | «Acoustic Guitar»                    | Гонсон              | 2:37         |
| 6.                  | «The Death of Ferdinand de Saussure» | Мерритт             | 3:10         |
| 7.                  | «Love in the Shadows»                | Мерритт             | 2:54         |
| 8.                  | «Bitter Tears»                       | Бегтол              | 2:51         |
| 9.                  | «Wi' Nae Wee Bairn Ye'll Me Beget»   | Мерритт             | 1:55         |
| 10.                 | «Yeah! Oh, Yeah!»                    | Мерритт Гонсон      | 2:19         |
| 11.                 | «Experimental Music Love»            | Мерритт             | 0:29         |
| 12.                 | «Meaningless»                        | Мерритт             | 2:08         |
| 13.                 | «Love Is Like a Bottle of Gin»       | Мерритт             | 1:46         |
| 14.                 | «Queen of the Savages»               | Мерритт             | 2:12         |
| 15.                 | «Blue You»                           | Клют                | 3:03         |
| 16.                 | «I Can't Touch You Anymore»          | Мерритт             | 3:05         |
| 17.                 | «Two Kinds of People»                | Мерритт             | 1:10         |
| 18.                 | «How to Say Goodbye»                 | Мерритт             | 2:48         |
| 19.                 | «The Night You Can't Remember»       | Мерритт             | 2:17         |
| 20.                 | «For We Are the King of the Boudoir» | Бегтол              | 1:14         |
| 21.                 | «Strange Eyes»                       | Симмс               | 2:01         |
| 22.                 | «Xylophone Track»                    | Мерритт             | 2:47         |
| 23.                 | «Zebra»                              | Гонсон              | 2:15         |
| Общая длительность: | Общая длительность:                  | Общая длительность: | 56:26        |

## Участники записи
Список основан на данных сайта Rate Your Music.
The Magnetic Fields
- Стефин Мерритт[англ.] — вокал, продюсирование, звукорежиссура, вокодер, укулеле, классическая гитара, электроакустическая гитара, гавайская гитара, двенадцатиструнная гитара, электробас, мандолина, автоарфа, марксофон[англ.], укелин[англ.], тремолоа[англ.], псалтерион[англ.], ситар, цитра, скрипка, музыкальная пила, синтезаторы, синклавир[англ.], фортепиано, фисгармония, электропианино Wurlitzer[англ.], аккордовый орган[англ.], клавишные, ритм-машина, омникорд[англ.], блокфлейта, окарина, вистл, духовой синтезатор[англ.], мелодика, джаг, маримбула, ксилофон, калимба, ударная установка, тарелки, рейнстик, оркестровые колокола, маракасы, конга, бонго, треугольник, колокольчики, бубен, стиральная доска, стальной барабан, шейкеры, сагаты, дудка, бубенцы, щелчки пальцами, ластра[англ.], кабаса, ковбелл, гонг
- Клаудия Гонсон[англ.] — фортепиано, барабаны, перкуссия, вокал («Reno Dakota», «Sweet-Lovin' Man», «If You Don’t Cry», «Washington, D.C.», «Yeah! Oh, Yeah!», «Zebra»), бэк-вокал, дополнительная звукорежиссура, фотография, менеджмент
- Сэм Дэвол[англ.] — виолончель, флейта
- Джон Ву — банджо, соло-гитара, мандолина

Приглашённые музыканты
- Ширли Симмс[англ.] — вокал («Papa Was a Rodeo», «Come Back from San Francisco», «Boa Constrictor», «No One Will Ever Love You», «Kiss Me Like You Mean It», «I’m Sorry I Love You», «Strange Eyes»), бэк-вокал
- Дадли Клют[англ.] — вокал («The Luckiest Guy on the Lower East Side», «How Fucking Romantic», «Very Funny», «Long-Forgotten Fairytale», «Underwear», «Blue You»)
- Л. Д. Бегтол[англ.] — вокал («All My Little Words», «The One You Really Love», «Roses», «The Way You Say Good-Night», «Bitter Tears», «For We Are the King of the Boudoir»), дизайн
- Дэниэл Хэндлер — аккордеон

Технический персонал
- Джон Берман, Кристофер Юэн, Чарльз Ньюман[англ.], Эрик Масунага — дополнительная звукорежиссура
- Джефф Липтон — мастеринг
- Гейл О’Хара, Холли Макдейд, Дон Гонсон, Джулиан Майкл, Бен Финк, Малинка, Рик Маслоу, Дэвид Нестор, Тимоти Ви Бегтол — фотография
- Бренден Хасси, Лесли Дэвол — фотография, художественное оформление
- Майкл Инглиш — логотип